# Corrente di Lomonosov

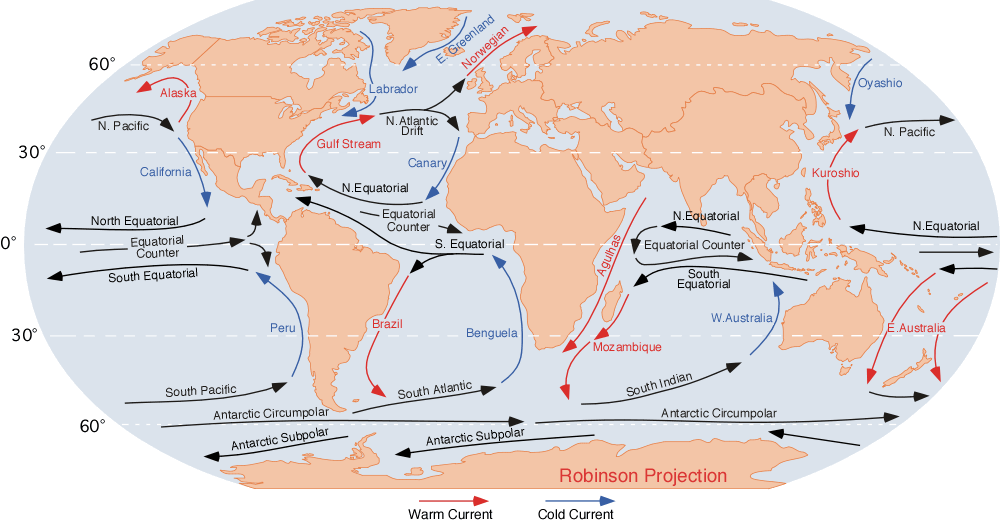
Le principali correnti oceaniche

La corrente di Lomonosov (talvolta citata come subcorrente di Lomonosov o subcorrente equatoriale o corrente subsuperficiale equatoriale) è una corrente di profondità o subsuperficiale dell'Oceano Atlantico.

## Caratteristiche
La corrente di Lomonosov fu scoperta nel 1959 durante il quinto viaggio della nave oceanografica Mikhail Lomonosov nel corso di una spedizione organizzata dall'Accademia delle Scienze dell'allora Repubblica Socialista Sovietica Ucraina che aveva la sua sede a Sebastopoli.
I ricercatori a bordo della nave posizionarono sul meridiano 30°W quattro boe che contenevano apparati di registrazione su carta millimetrata per studiare le correnti oceaniche. Una di queste boe, posizionata all'intersezione del meridiano con l'Equatore, a una profondità superiore a quella dello ridotto strato della corrente Equatoriale Sud, aveva registrato una forte corrente che fluiva verso est. La sua velocità media era di 96 cm al secondo, con una punta massima di 119 cm al secondo.
La corrente fu intitolata a Michail Vasil'evič Lomonosov.
La corrente ha un'ampiezza di 200 km, uno spessore di 150 m e fluisce in direzione est. Si origina in prossimità delle coste del Brasile al 5°N, attraversa l'equatore e termina al 5°S nel golfo di Guinea, a ovest della costa del Gabon, tra Capo Lopez l'arcipelago di São Tomé e Príncipe.
 
La sua velocità è compresa tra 60 to 130 cm al secondo, con il picco massimo raggiunto a profondità tra 50 e 125 m. La capacità di trasporto della corrente di Lomonosov è compresa tra 22,5 e 28,3 sverdrup.
Le caratteristiche della corrente variano con la stagione. L'intensità massima è raggiunta nella stagione calda ed è rilevabile grazie anche alle variazioni del tasso di salinità nell'area; durante la stagione fredda la corrente di Lomonosov perde di intensità, ma rimane comunque attiva.